# 沢田麗奈
沢田 麗奈（さわだ れいな、1967年10月3日 - ）は、日本の実業家・女優・AV女優。元所属事務所はアリュール。

## 略歴
東京都出身。
『恋のから騒ぎ』に第7期生として出演する。
2005年に熟女AVメーカーのマドンナより『恋のか○騒ぎ卒業生 現役社長沢田麗奈』のタイトルでAVデビューする。元『恋のから騒ぎ』出演者を前面に打ち出し、話題になると共に多くの注目を浴びた。『恋のから騒ぎ』出演者のAV出演例としては沢田が初の事例であり、以降、『恋のから騒ぎ』出演者がAVへ転身することは既定路線の1つとなった。なお、『恋のから騒ぎ』出演以前にAV出演歴がある者も何人かいたが、全てAV出演が発覚した時点で『恋のから騒ぎ』を降板させられている。
2020年5月、『復活 元芸能人 沢田麗奈 10数年の時を経て再臨！！』でAV復帰。

## 出演

### テレビ番組
- 恋のから騒ぎ（日本テレビ、第7期卒業生）

### アダルトビデオ
- 恋のか○騒ぎ卒業生 現役社長沢田麗奈（2005年6月25日、マドンナ）
- 現役社長 魅惑の美裸痴女物語（2005年7月25日、マドンナ）
- 業界初！！現役女社長ぶっかけ100発！（2005年8月25日、マドンナ）
- TV業界NO.1のSEXマシーンが23本ヌキ （2005年9月22日、アイエナジー）
- 未亡人 中出し20連発 （2005年10月20日、アイエナジー）
- スレスレ限界モザイク リンチ大輪姦 現役社長残酷リンチ （2005年11月17日、アイエナジー）
- スレスレ限界モザイク （2005年12月21日、アイエナジー）
- ぶっかけ×中出し30連発！！[近親相姦レイプ] （2006年1月19日、アイエナジー）
- 人妻縄縛 （2006年2月16日、アイエナジー）
- 誘惑ミセス 75 （2006年8月11日、U&K）
- 手コキ痴獄「手゛ちゃう！」 vol.9 （2006年9月8日、U&K）
- 街で噂のセレブ妻（2007年1月15日、小林興業）
- 女教師麗奈（2007年2月13日、溜池ゴロー）
- 淫毛。 〜熟女の恥毛と牡の精液が戯れて〜（2007年2月19日、ZONE）
- 中出しされた美人女教師（2007年3月16日、Nadeshiko）
- スケ透けエロマダム6 麗奈さん38才（2007年7月4日、AVS）
- 美人妻M VOL.02（2007年7月4日、中嶋興業）
- 沢田麗奈とエロ親爺（2007年8月8日、チャンネル・ヴィ）

### 成人映画
- 団恥妻 堕ちていく昼下がり　（2006年2月11日、ビーエムドットスリー）…他出演:友田真希、浅倉みなみ、二宮聡
- 熟女館 〜たっぷり人妻・総集編〜（2006年6月21日、ビーエムドットスリー）…他出演:赤坂ルナ、環あかり、小田かおる
- 人妻づくし 総集編（2007年3月28日、ビーエムドットスリー）…他出演:水元ゆうな